# Segurança Nacional (filme de 2010)
Segurança Nacional é um filme produzido e dirigido pelo brasileiro Roberto Carminati com o apoio de diversos setores das forças armadas e governo brasileiro.

## Sinopse
O filme mostra sequências fictícias ambientadas em um fundo real, como o SIVAM, locais conhecidos do Brasil, a ABIN, vários aviões da Força Aérea Brasileira e unidades do Exército Brasileiro.
O filme é cheio de sequências de ação, como tiroteios em áreas urbanas, missões realizadas pelo Exército Brasileiro e interceptações realizadas pela Força Aérea Brasileira, mostrando a capacidade de defesa contra terroristas que o país possui em casos de terrorismo aéreo, como os ataques de 11 de Setembro nos EUA.

## Elenco
- Thiago Lacerda - Marcos Rocha
- Milton Gonçalves - Presidente Ernesto Dantas
- Ângela Vieira - Drª. Glória
- Joaquín Cosío - Hector Gasca
- Gracindo Júnior - Senador Dauro
- Ailton Graça - Agente Daniel
- Viviane Victorette - Fernanda
- Cláudio Gabriel - Javier
- Sônia Lima - Alice
- Sheila Mello - Mari
- Cesar Cabrera - German
- Javier Robles - Paco Gasca
- Marcio Rosario - Miguel Lopes
- Gilberto Torres - Deputado Paulo
- Guilherme Lopes - Coronel Albino
- Vinicius Vommaro - Oviedo
- José Chato Gomez - Motalbam
- Sander Hahn - Segurança do Presidente
- Luisa Malta - Piloto do Super Tucano
- Tanah Correa - Comandante

## Recepção
Marcelo Forlani em sua crítca para o Omelete escreveu: "[É] muito ruim (...) o filme (...) tenta pegar carona (atrasado) no sucesso de Tropa de Elite (...) falta ao roteiro uma lógica, uma linha de continuidade básica que prenda a atenção do espectador."